# 120e méridien est
En géographie, le 120e méridien est est le méridien joignant les points de la surface de la Terre dont la longitude est égale à 120° est.

## Géographie

### Dimensions
Comme tous les autres méridiens, la longueur du 120e méridien correspond à une demi-circonférence terrestre, soit 20 003,932 km. Au niveau de l'équateur, il est distant du méridien de Greenwich de 13 358 km,.
Avec le 60e méridien ouest, il forme un grand cercle passant par les pôles géographiques terrestres.

### Régions traversées
En commençant par le pôle Nord et descendant vers le sud au pôle Sud, Le 120e méridien est passe par:
| Coordonnées           | Pays, territoire ou mer  | Notes |
| --------------------- | ------------------------ | --- |
| 90° 00′ N, 120° 00′ E | Océan Arctique           | |
| 78° 22′ N, 120° 00′ E | Mer de Laptev            | |
| 73° 10′ N, 120° 00′ E | Russie                   | République de Sakha Oblast de l'Amour — à partir de 56° 55′ N, 120° 00′ E Kraï de Transbaïkalie — à partir de 56° 30′ N, 120° 00′ E                          |
| 51° 31′ N, 120° 00′ E | Chine                    | Mongolie Intérieure Liaoning – à partir de 41° 42′ N, 120° 00′ E                                                                                             |
| 40° 04′ N, 120° 00′ E | Golfe de Bohai           | |
| 37° 25′ N, 120° 00′ E | Chine                    | Shandong (Péninsule du Shandong) |
| 35° 43′ N, 120° 00′ E | Mer Jaune                | |
| 34° 26′ N, 120° 00′ E | Chine                    | Jiangsu Zhejiang – à partir de 31° 01′ N, 120° 00′ E, passe juste à l'ouest de Hangzhou (à 30° 15′ N, 120° 10′ E) Fujian – à partir de 27° 19′ N, 120° 00′ E |
| 26° 36′ N, 120° 00′ E | Mer de Chine orientale   | |
| 25° 23′ N, 120° 00′ E | Mer de Chine méridionale | Passe par le Détroit de Taïwan, juste à l'ouest de l'île de Taiwan, Taïwan (à 23° 05′ N, 120° 02′ E)                                                         |
| 16° 20′ N, 120° 00′ E | Philippines              | Îles Cabarruyan et Luzon |
| 15° 17′ N, 120° 00′ E | Mer de Chine méridionale | Passe juste à l'ouest de Lubang, Philippines (à 13° 53′ N, 120° 01′ E)                                                                                       |
| 12° 16′ N, 120° 00′ E | Philippines              | Îles de Busuanga et Culion |
| 11° 41′ N, 120° 00′ E | Mer de Sulu              | |
| 10° 34′ N, 120° 00′ E | Philippines              | Île de Dumaran |
| 10° 33′ N, 120° 00′ E | Mer de Sulu              | Passe par le Récif de Tubbataha, Philippines (à 8° 55′ N, 120° 00′ E)                                                                                        |
| 5° 56′ N, 120° 00′ E  | Philippines              | Île Laparan |
| 5° 52′ N, 120° 00′ E  | Mer de Sulu              | |
| 5° 14′ N, 120° 00′ E  | Philippines              | Îles de Tawi-Tawi et Bilatan |
| 4° 57′ N, 120° 00′ E  | Mer de Célèbes           | |
| 1° 12′ N, 120° 00′ E  | Détroit de Macassar      | |
| 0° 29′ N, 120° 00′ E  | Indonésie                | Île de Sulawesi |
| 5° 34′ S, 120° 00′ E  | Mer de Flores            | |
| 8° 27′ S, 120° 00′ E  | Indonésie                | île de Florès |
| 8° 49′ S, 120° 00′ E  | Détroit de Sumba         | |
| 9° 22′ S, 120° 00′ E  | Indonésie                | Île de Sumba |
| 10° 02′ S, 120° 00′ E | Océan indien             | |
| 19° 56′ S, 120° 00′ E | Australie                | Australie-Occidentale |
| 33° 56′ S, 120° 00′ E | Océan indien             | Les autorités australiennes considèrent cette zone comme partie de l'Océan Austral,                                                                          |
| 60° 00′ S, 120° 00′ E | Océan Austral            | |
| 66° 52′ S, 120° 00′ E | Antarctique              | Territoire antarctique australien, Territoires revendiqués par l' Australie                                                                                  |